# Калязинский муниципальный округ
Каля́зинский муниципальный округ — административно-территориальная единица (муниципальный округ) в Тверской области России.
Административный центр — город Калязин.

## География
Площадь 1671 км².

Район расположен на юго-востоке области и граничит:
- на севере — с Кашинским районом (по Угличскому водохранилищу),
- на северо-востоке — с Ярославской областью, Угличский район,
- на юго-востоке — с Ярославской областью, Переславский район,
- на юге — с Московской областью, Сергиево-Посадский район,
- на юго-западе — с Московской областью, Талдомский район,
- на западе — с Кимрским районом.

Главная река — Волга (Угличское водохранилище), другие реки: Нерль, Жабня, Вьюлка, Волнушка, Сабля.

## История
Калязинский край в XII веке принадлежал Ростово-Суздальской земле, в XIII—XIV ввеках входил в Тверское, затем в Кашинское княжество, в конце XV века стал принадлежать Москве. В нач. XVII века здесь шли упорные бои с польскими захватчиками (сражение на реке Жабне).
С 1796 по 1922 год территория района составляла часть Калязинского уезда Тверской губернии.
Калязинский район образован 12 июля 1929 года в составе Кимрского округа Московской области. В его состав вошли город Калязин и 64 сельсовета бывшего Калязинского уезда:
- из Калязинской волости: Авсерговский, Акуловский, Апарниковский, Артемовский, Барановский, Барковский, Бачмановский, Белеутовский, Бормосовский, Верезинский, Вощиловский, Гнилухский, Громиловский, Задовский, Инальцевский, Кадановский, Карабузинский, Карповский, Киселевский, Кувшиновский, Леонтьевский, Машутинский, Мизгиревский, Митинский, Мицеевский, Мышинский, Никифорцевский, Николо-Собакинский, Новоокатовский, Новопетровский, Паулинский, Пепелинский, Петрецовский, Погорельский, Рыловский, Семендяевский, Скорятьевский, Смертинский, Собакинский, Собольский, Совачевский, Стекольский, Степановский, Стрелковский, Сущевский, Трубинский, Улановский, Устиновский, Устьинский, Ушаковский, Фроловский, Хлябовский, Чаплинский, Ченцкий, Чигиревский, Щекотовский, Щелковский, Юркинский, Якимовский
- из Нерльской волости: Волноговский
- из Тиволинской волости: Барыковский, Василевский, Коробовский, Тиволинский.

23 июля 1930 г. Калязинский район переподчинен непосредственно облисполкому.
29 января 1935 г. вошёл в состав Калининской области, в феврале 1963 г. ликвидирован (территория вошла в Кимрский район), 4 марта 1964 г. образован вновь.
Также в 1929 году в составе Московской области был образован Нерльский район, включавний в себя южную половину территории нынешнего района. В 1935 году этот район вошел в состав Калининской области, в 1956 году присоединён к Калязинскому району.
Законом Тверской области от 13 апреля 2023 года N 12-ЗО упразднены муниципальный район и все входившие в его состав поселения, которые были преобразованы путём их объединения в муниципальный округ.

## Население
| 1939    | 1959    | 1970    | 1979    | 1989    | 2002    | 2006    | 2009    | 2010    |
| ------- | ------- | ------- | ------- | ------- | ------- | ------- | ------- | ------- |
| 43 985  | ↘42 969 | ↘33 519 | ↘28 221 | ↘27 341 | ↘24 460 | ↘22 900 | ↘21 799 | ↘21 688 |
| 2011    | 2012    | 2013    | 2014    | 2015    | 2016    | 2017    | 2018    | 2019    |
| ↘21 595 | ↘21 318 | ↘21 125 | ↘20 899 | ↘20 743 | ↘20 437 | ↘20 257 | ↘20 026 | ↘19 572 |
| 2020    | 2021    |         |         |         |         |         |         |         |
| ↘19 458 | ↗19 919 |         |         |         |         |         |         |         |

### Урбанизация
Городское население (город Калязин) составляет 63,36 % от всего населения района.

### Национальный состав
По итогам переписи населения 2020 года проживали следующие национальности (национальности менее 0,1 % и другое, см. в сноске к строке «Другие»):
| Национальность | Численность, чел. | Доля     |
| -------------- | ----------------- | -------- |
| Русские        | 18 067            | 90,70 %  |
| Армяне         | 171               | 0,86 %   |
| Украинцы       | 88                | 0,44 %   |
| Таджики        | 52                | 0,26 %   |
| Азербайджанцы  | 43                | 0,22 %   |
| Молдаване      | 39                | 0,20 %   |
| Узбеки         | 39                | 0,20 %   |
| Белорусы       | 30                | 0,15 %   |
| Чеченцы        | 27                | 0,14 %   |
| Чуваши         | 26                | 0,13 %   |
| Татары         | 26                | 0,13 %   |
| Цыгане         | 22                | 0,11 %   |
| Другие         | 1289              | 6,46 %   |
| Итого          | 19 919            | 100,00 % |

## Административно-муниципальное устройство
В Калязинский район, с точки зрения административно-территориального устройства области, входят 5 поселений.
Муниципальный район, в рамках организации местного самоуправления, делится на 5 муниципальных образований, в том числе одно городское и 4 сельских поселения:
| №        | Муниципальное образование          | Административный центр | Количество населённых пунктов | Население (чел.) | Площадь (км²) |
| -------- | ---------------------------------- | ---------------------- | ----------------------------- | ---------------- | ------------- |
| 1e-06    | Городские поселения:               |                        |                               |                  |               |
| 1        | город Калязин                      | город Калязин          | 1                             | ↗12 621          | 10,17         |
| 1.000002 | Сельские поселения:                |                        |                               |                  |               |
| 2        | Алфёровское сельское поселение     | деревня Алфёрово       | 67                            | ↗1745            | 295,90        |
| 3        | Нерльское сельское поселение       | село Нерль             | 103                           | ↗2426            | 695,60        |
| 4        | Семендяевское сельское поселение   | село Семендяево        | 64                            | ↘1440            | 237,81        |
| 5        | Старобисловское сельское поселение | деревня Старобислово   | 96                            | ↘1687            | 364,36        |

## Населённые пункты
Распределение населения муниципального округа:
 Калязин (63,36 %) Нерль  (3,89 %) Леонтьевское  (2,84 %) Семендяево  (1,40 %) Остальные (28,51 %)
В Калязинском районе 331 населённый пункт.
| №   | Населённый пункт     | Тип     | Население | Муниципальное образование          |
| --- | -------------------- | ------- | --------- | ---------------------------------- |
| 1   | Аверково             | деревня | 28        | Старобисловское сельское поселение |
| 2   | Авсергово            | деревня | 22        | Алфёровское сельское поселение     |
| 3   | Акулово              | деревня | ↘1        | Нерльское сельское поселение       |
| 4   | Александроково       | деревня | 1         | Семендяевское сельское поселение   |
| 5   | Алексино             | деревня | 1         | Алфёровское сельское поселение     |
| 6   | Алфёрово             | деревня | ↘203      | Алфёровское сельское поселение     |
| 7   | Альфимово            | деревня | ↘1        | Нерльское сельское поселение       |
| 8   | Андреевское          | деревня | ↘12       | Нерльское сельское поселение       |
| 9   | Андрианово           | деревня | 0         | Семендяевское сельское поселение   |
| 10  | Апухтино             | село    | ↘108      | Старобисловское сельское поселение |
| 11  | Аферово              | деревня | 10        | Алфёровское сельское поселение     |
| 12  | Аферово              | деревня | 6         | Старобисловское сельское поселение |
| 13  | Аферьево             | деревня | 0         | Старобисловское сельское поселение |
| 14  | Афонино              | деревня | ↘1        | Нерльское сельское поселение       |
| 15  | Байкусово            | деревня | 11        | Старобисловское сельское поселение |
| 16  | Балахонка            | деревня | 7         | Старобисловское сельское поселение |
| 17  | Баринцево            | деревня | ↘59       | Семендяевское сельское поселение   |
| 18  | Бачманово            | деревня | 21        | Семендяевское сельское поселение   |
| 19  | Бекетово             | деревня | 0         | Семендяевское сельское поселение   |
| 20  | Белоглазово          | деревня | ↘1        | Нерльское сельское поселение       |
| 21  | Бельская             | деревня | ↘1        | Нерльское сельское поселение       |
| 22  | Бердовка             | деревня | 11        | Старобисловское сельское поселение |
| 23  | Берегово             | деревня | 12        | Алфёровское сельское поселение     |
| 24  | Берниково            | деревня | ↘1        | Нерльское сельское поселение       |
| 25  | Бителево             | деревня | ↘47       | Нерльское сельское поселение       |
| 26  | Благуново            | деревня | 11        | Алфёровское сельское поселение     |
| 27  | Бобики               | деревня | 8         | Старобисловское сельское поселение |
| 28  | Богданово            | деревня | →5        | Нерльское сельское поселение       |
| 29  | Боково               | деревня | ↘15       | Нерльское сельское поселение       |
| 30  | Болдиново            | деревня | 145       | Старобисловское сельское поселение |
| 31  | Большие Иванищи      | деревня | 0         | Алфёровское сельское поселение     |
| 32  | Большое Льгово       | деревня | 1         | Семендяевское сельское поселение   |
| 33  | Большое Михайловское | деревня | ↘45       | Нерльское сельское поселение       |
| 34  | Большое Плутково     | деревня | 25        | Алфёровское сельское поселение     |
| 35  | Большое Рогатино     | деревня | 25        | Старобисловское сельское поселение |
| 36  | Большое Сидорово     | деревня | 12        | Семендяевское сельское поселение   |
| 37  | Бородино             | деревня | 1         | Семендяевское сельское поселение   |
| 38  | Бородулино           | деревня | 53        | Старобисловское сельское поселение |
| 39  | Браниха              | деревня | 1         | Старобисловское сельское поселение |
| 40  | Братково             | деревня | 1         | Семендяевское сельское поселение   |
| 41  | Брыкино              | деревня | 6         | Алфёровское сельское поселение     |
| 42  | Брыкино              | деревня | 0         | Семендяевское сельское поселение   |
| 43  | Будимирово           | деревня | →7        | Нерльское сельское поселение       |
| 44  | Бунькино             | деревня | ↘0        | Нерльское сельское поселение       |
| 45  | Буян                 | деревня | ↘22       | Нерльское сельское поселение       |
| 46  | Быково               | деревня | →0        | Нерльское сельское поселение       |
| 47  | Василёво             | деревня | ↘243      | Алфёровское сельское поселение     |
| 48  | Васюсино             | деревня | ↘1        | Алфёровское сельское поселение     |
| 49  | Вертягино            | деревня | 5         | Алфёровское сельское поселение     |
| 50  | Вески Нероновские    | деревня | 38        | Старобисловское сельское поселение |
| 51  | Вески Поречские      | деревня | ↘1        | Нерльское сельское поселение       |
| 52  | Вистленево           | деревня | ↘21       | Нерльское сельское поселение       |
| 53  | Волковойна           | деревня | ↘32       | Нерльское сельское поселение       |
| 54  | Волкушино            | деревня | 1         | Семендяевское сельское поселение   |
| 55  | Волнога              | деревня | ↘18       | Нерльское сельское поселение       |
| 56  | Волосово             | деревня | ↘14       | Нерльское сельское поселение       |
| 57  | Воронцово            | деревня | ↘223      | Нерльское сельское поселение       |
| 58  | Ворошилово           | деревня | ↘1        | Нерльское сельское поселение       |
| 59  | Ворынино             | деревня | ↘1        | Нерльское сельское поселение       |
| 60  | Воскресенское        | деревня | ↘13       | Нерльское сельское поселение       |
| 61  | Выдохино             | деревня | 1         | Старобисловское сельское поселение |
| 62  | Выползово            | деревня | ↗6        | Нерльское сельское поселение       |
| 63  | Высоково             | деревня | ↘22       | Старобисловское сельское поселение |
| 64  | Высокое              | деревня | 7         | Семендяевское сельское поселение   |
| 65  | Глазково             | деревня | 0         | Алфёровское сельское поселение     |
| 66  | Головково            | деревня | 5         | Старобисловское сельское поселение |
| 67  | Гора Пневиц          | село    | ↘14       | Нерльское сельское поселение       |
| 68  | Горбово              | деревня | 31        | Алфёровское сельское поселение     |
| 69  | Горели               | деревня | 0         | Семендяевское сельское поселение   |
| 70  | Горки                | деревня | 9         | Старобисловское сельское поселение |
| 71  | Грибачево            | деревня | →1        | Нерльское сельское поселение       |
| 72  | Гришкино             | деревня | ↘1        | Нерльское сельское поселение       |
| 73  | Губино               | деревня | ↘16       | Старобисловское сельское поселение |
| 74  | Данилово             | деревня | 9         | Семендяевское сельское поселение   |
| 75  | Дворики              | деревня | ↗5        | Нерльское сельское поселение       |
| 76  | Деревеньки           | деревня | ↘1        | Нерльское сельское поселение       |
| 77  | Дидерево             | деревня | ↘14       | Старобисловское сельское поселение |
| 78  | Дмитровка            | деревня | 5         | Алфёровское сельское поселение     |
| 79  | Дмитровка            | деревня | →0        | Нерльское сельское поселение       |
| 80  | Дорохино             | деревня | 1         | Семендяевское сельское поселение   |
| 81  | Дорохово             | деревня | 16        | Семендяевское сельское поселение   |
| 82  | Доскино              | деревня | 0         | Алфёровское сельское поселение     |
| 83  | Дуброво              | деревня | 0         | Алфёровское сельское поселение     |
| 84  | Дыбулино             | деревня | 15        | Старобисловское сельское поселение |
| 85  | Дымово               | деревня | ↘170      | Алфёровское сельское поселение     |
| 86  | Екатериновка         | деревня | 9         | Алфёровское сельское поселение     |
| 87  | Елзыково             | деревня | 5         | Алфёровское сельское поселение     |
| 88  | Ефимово              | деревня | 1         | Старобисловское сельское поселение |
| 89  | Жуковка              | деревня | →6        | Нерльское сельское поселение       |
| 90  | Жуковка              | деревня | 5         | Семендяевское сельское поселение   |
| 91  | Зайцево              | деревня | ↘0        | Нерльское сельское поселение       |
| 92  | Запрудье             | деревня | 42        | Семендяевское сельское поселение   |
| 93  | Заречье              | деревня | ↘0        | Нерльское сельское поселение       |
| 94  | Заручье              | деревня | 0         | Алфёровское сельское поселение     |
| 95  | Захаровка            | деревня | 0         | Старобисловское сельское поселение |
| 96  | Збуйнево             | деревня | 7         | Старобисловское сельское поселение |
| 97  | Звездино             | деревня | 5         | Семендяевское сельское поселение   |
| 98  | Зверево              | деревня | 9         | Старобисловское сельское поселение |
| 99  | Зелёная роща         | посёлок | ↘47       | Нерльское сельское поселение       |
| 100 | Зиново               | деревня | ↘18       | Нерльское сельское поселение       |
| 101 | Злобино              | деревня | 1         | Семендяевское сельское поселение   |
| 102 | Зобово               | деревня | 11        | Семендяевское сельское поселение   |
| 103 | Зыковская            | деревня | 15        | Старобисловское сельское поселение |
| 104 | Иванково             | деревня | 20        | Алфёровское сельское поселение     |
| 105 | Ивановка             | деревня | 1         | Старобисловское сельское поселение |
| 106 | Ильицино             | деревня | 8         | Алфёровское сельское поселение     |
| 107 | Инальцево            | деревня | 80        | Старобисловское сельское поселение |
| 108 | Инархово             | деревня | 10        | Старобисловское сельское поселение |
| 109 | Инкино               | деревня | 0         | Старобисловское сельское поселение |
| 110 | Исаково              | деревня | 106       | Старобисловское сельское поселение |
| 111 | Истопки              | деревня | 0         | Семендяевское сельское поселение   |
| 112 | Казаково             | деревня | ↘5        | Нерльское сельское поселение       |
| 113 | Калабриево           | деревня | ↘75       | Нерльское сельское поселение       |
| 114 | Калинино             | деревня | 8         | Старобисловское сельское поселение |
| 115 | Калуги               | деревня | 0         | Семендяевское сельское поселение   |
| 116 | Калязин              | город   | ↗12 621   | город Калязин                      |
| 117 | Каменка              | деревня | 21        | Алфёровское сельское поселение     |
| 118 | Капшино              | село    | ↘249      | Нерльское сельское поселение       |
| 119 | Кетково              | деревня | 14        | Семендяевское сельское поселение   |
| 120 | Киселево             | деревня | 31        | Старобисловское сельское поселение |
| 121 | Клетинка             | деревня | ↘0        | Нерльское сельское поселение       |
| 122 | Клыпино              | деревня | 17        | Алфёровское сельское поселение     |
| 123 | Коги                 | деревня | 0         | Алфёровское сельское поселение     |
| 124 | Кожевня              | деревня | 0         | Семендяевское сельское поселение   |
| 125 | Колотово             | деревня | 10        | Семендяевское сельское поселение   |
| 126 | Кондратово           | деревня | 5         | Семендяевское сельское поселение   |
| 127 | Конишкино            | деревня | 1         | Семендяевское сельское поселение   |
| 128 | Конищево             | деревня | 1         | Алфёровское сельское поселение     |
| 129 | Коноплино            | деревня | 1         | Алфёровское сельское поселение     |
| 130 | Конякино             | посёлок | ↘5        | Нерльское сельское поселение       |
| 131 | Копылово             | деревня | 1         | Алфёровское сельское поселение     |
| 132 | Королево             | деревня | ↘0        | Нерльское сельское поселение       |
| 133 | Коротково            | деревня | ↘16       | Нерльское сельское поселение       |
| 134 | Кортино              | деревня | ↘36       | Нерльское сельское поселение       |
| 135 | Красная Горка        | деревня | ↘0        | Нерльское сельское поселение       |
| 136 | Красное              | деревня | ↗7        | Старобисловское сельское поселение |
| 137 | Кривцово             | деревня | →0        | Нерльское сельское поселение       |
| 138 | Крутая               | деревня | ↘1        | Нерльское сельское поселение       |
| 139 | Крюково              | деревня | ↘35       | Нерльское сельское поселение       |
| 140 | Ксыкино              | деревня | ↘1        | Нерльское сельское поселение       |
| 141 | Кузнечково           | деревня | ↘1        | Нерльское сельское поселение       |
| 142 | Кулигино             | деревня | ↘1        | Нерльское сельское поселение       |
| 143 | Кулишки              | деревня | 1         | Семендяевское сельское поселение   |
| 144 | Курилово             | деревня | 1         | Старобисловское сельское поселение |
| 145 | Кутузово             | деревня | →0        | Семендяевское сельское поселение   |
| 146 | Леванидово           | деревня | 0         | Семендяевское сельское поселение   |
| 147 | Леонтьевское         | деревня | ↗566      | Семендяевское сельское поселение   |
| 148 | Лесная Поляна        | посёлок | 58        | Алфёровское сельское поселение     |
| 149 | Лесуново             | деревня | 11        | Старобисловское сельское поселение |
| 150 | Липовка              | деревня | ↘142      | Старобисловское сельское поселение |
| 151 | Ложкино              | деревня | 1         | Старобисловское сельское поселение |
| 152 | Лом                  | деревня | 0         | Алфёровское сельское поселение     |
| 153 | Луки                 | деревня | ↘14       | Нерльское сельское поселение       |
| 154 | Лыткино              | деревня | 0         | Семендяевское сельское поселение   |
| 155 | Льняки               | деревня | 7         | Старобисловское сельское поселение |
| 156 | Макарьевская         | деревня | 1         | Старобисловское сельское поселение |
| 157 | Малахово             | деревня | 52        | Семендяевское сельское поселение   |
| 158 | Малое Льгово         | деревня | 0         | Семендяевское сельское поселение   |
| 159 | Малое Нагорское      | деревня | ↘5        | Нерльское сельское поселение       |
| 160 | Малое Плутково       | деревня | 11        | Алфёровское сельское поселение     |
| 161 | Малое Рогатино       | деревня | 9         | Старобисловское сельское поселение |
| 162 | Малое Сидорово       | деревня | 0         | Семендяевское сельское поселение   |
| 163 | Малые Иванищи        | деревня | 8         | Алфёровское сельское поселение     |
| 164 | Малый Дор            | деревня | 0         | Семендяевское сельское поселение   |
| 165 | Малый Подолец        | деревня | ↘1        | Нерльское сельское поселение       |
| 166 | Малыхово             | деревня | →0        | Нерльское сельское поселение       |
| 167 | Манаково             | деревня | 5         | Старобисловское сельское поселение |
| 168 | Марково              | деревня | ↘12       | Нерльское сельское поселение       |
| 169 | Матвейково           | деревня | 84        | Алфёровское сельское поселение     |
| 170 | Матренкино           | деревня | 1         | Семендяевское сельское поселение   |
| 171 | Медвежье             | деревня | 1         | Алфёровское сельское поселение     |
| 172 | Минино               | деревня | ↘1        | Нерльское сельское поселение       |
| 173 | Мининская            | деревня | 1         | Старобисловское сельское поселение |
| 174 | Митино               | деревня | 16        | Семендяевское сельское поселение   |
| 175 | Михайлово-Чириково   | деревня | ↘5        | Нерльское сельское поселение       |
| 176 | Мицеево              | деревня | 28        | Алфёровское сельское поселение     |
| 177 | Молчаново            | деревня | 22        | Семендяевское сельское поселение   |
| 178 | Моншино              | деревня | 9         | Семендяевское сельское поселение   |
| 179 | Мордвиново           | деревня | 25        | Алфёровское сельское поселение     |
| 180 | Мордвиново           | деревня | ↘1        | Нерльское сельское поселение       |
| 181 | Мытарево             | деревня | 38        | Семендяевское сельское поселение   |
| 182 | Мышино               | деревня | 7         | Алфёровское сельское поселение     |
| 183 | Мякишево             | деревня | 14        | Старобисловское сельское поселение |
| 184 | Нагорское            | деревня | ↘35       | Нерльское сельское поселение       |
| 185 | Непейно              | деревня | ↘1        | Нерльское сельское поселение       |
| 186 | Нерль                | село    | ↘774      | Нерльское сельское поселение       |
| 187 | Нерльская            | деревня | ↗10       | Нерльское сельское поселение       |
| 188 | Нестерово            | деревня | 16        | Старобисловское сельское поселение |
| 189 | Никитское            | деревня | ↘16       | Алфёровское сельское поселение     |
| 190 | Николаевка           | деревня | 5         | Старобисловское сельское поселение |
| 191 | Новенькое            | деревня | 0         | Старобисловское сельское поселение |
| 192 | Новинки              | деревня | 0         | Старобисловское сельское поселение |
| 193 | Новое                | деревня | ↘1        | Нерльское сельское поселение       |
| 194 | Новое Никольское     | деревня | 30        | Старобисловское сельское поселение |
| 195 | Новое Село           | деревня | 17        | Старобисловское сельское поселение |
| 196 | Ново-Окатово         | деревня | 30        | Алфёровское сельское поселение     |
| 197 | Ногино               | деревня | 0         | Старобисловское сельское поселение |
| 198 | Носатово             | деревня | 1         | Алфёровское сельское поселение     |
| 199 | Носово               | деревня | 1         | Алфёровское сельское поселение     |
| 200 | Овсяниково           | деревня | 12        | Алфёровское сельское поселение     |
| 201 | Овсянниково          | деревня | 0         | Старобисловское сельское поселение |
| 202 | Ознобиха             | деревня | 10        | Старобисловское сельское поселение |
| 203 | Окатово              | деревня | 91        | Старобисловское сельское поселение |
| 204 | Осечек               | деревня | 0         | Алфёровское сельское поселение     |
| 205 | Осиновец             | деревня | ↗16       | Нерльское сельское поселение       |
| 206 | Осташково            | деревня | 24        | Алфёровское сельское поселение     |
| 207 | Охотхозяйство        | посёлок | ↘51       | Нерльское сельское поселение       |
| 208 | Павлово              | деревня | 0         | Старобисловское сельское поселение |
| 209 | Панкратово           | деревня | 11        | Алфёровское сельское поселение     |
| 210 | Панютино             | деревня | ↘1        | Нерльское сельское поселение       |
| 211 | Парашино             | деревня | 10        | Старобисловское сельское поселение |
| 212 | Патрикеевская        | деревня | 1         | Старобисловское сельское поселение |
| 213 | Пахомово             | деревня | ↘1        | Семендяевское сельское поселение   |
| 214 | Пахомово             | деревня | ↘0        | Старобисловское сельское поселение |
| 215 | Пашня                | деревня | 1         | Семендяевское сельское поселение   |
| 216 | Пенье                | деревня | ↘194      | Старобисловское сельское поселение |
| 217 | Пепелино             | деревня | 8         | Семендяевское сельское поселение   |
| 218 | Перечково            | деревня | →0        | Нерльское сельское поселение       |
| 219 | Петрецово            | деревня | 13        | Алфёровское сельское поселение     |
| 220 | Петрецово            | деревня | 22        | Старобисловское сельское поселение |
| 221 | Петрушино            | деревня | 1         | Алфёровское сельское поселение     |
| 222 | Плещеево             | деревня | →8        | Старобисловское сельское поселение |
| 223 | Плотница             | деревня | ↘1        | Нерльское сельское поселение       |
| 224 | Плоховка             | деревня | 106       | Старобисловское сельское поселение |
| 225 | Плутино              | деревня | 1         | Старобисловское сельское поселение |
| 226 | Погорелка            | деревня | 16        | Семендяевское сельское поселение   |
| 227 | Подол                | деревня | ↘23       | Нерльское сельское поселение       |
| 228 | Покидово             | деревня | 0         | Семендяевское сельское поселение   |
| 229 | Положилово           | деревня | →0        | Нерльское сельское поселение       |
| 230 | Полумихалево         | деревня | ↘29       | Нерльское сельское поселение       |
| 231 | Попово               | деревня | ↗11       | Нерльское сельское поселение       |
| 232 | Поречье              | деревня | ↘197      | Нерльское сельское поселение       |
| 233 | Потаповка            | деревня | 1         | Семендяевское сельское поселение   |
| 234 | Провалино            | деревня | →0        | Нерльское сельское поселение       |
| 235 | Проскурино           | деревня | 6         | Семендяевское сельское поселение   |
| 236 | Пузарино             | деревня | 1         | Старобисловское сельское поселение |
| 237 | Пысково              | деревня | ↘19       | Нерльское сельское поселение       |
| 238 | Раздепино            | деревня | 0         | Старобисловское сельское поселение |
| 239 | Раковская            | деревня | 0         | Алфёровское сельское поселение     |
| 240 | Раменье              | деревня | ↘1        | Нерльское сельское поселение       |
| 241 | Раменье              | деревня | ↘10       | Семендяевское сельское поселение   |
| 242 | Расловка             | деревня | 20        | Старобисловское сельское поселение |
| 243 | Ремнево              | деревня | 5         | Алфёровское сельское поселение     |
| 244 | Рог                  | деревня | ↘1        | Нерльское сельское поселение       |
| 245 | Родионово            | деревня | 1         | Старобисловское сельское поселение |
| 246 | Родионцево           | деревня | 0         | Старобисловское сельское поселение |
| 247 | Романово             | деревня | ↘16       | Нерльское сельское поселение       |
| 248 | Рылово               | деревня | ↘47       | Семендяевское сельское поселение   |
| 249 | Рябово               | деревня | ↘8        | Старобисловское сельское поселение |
| 250 | Савинская            | деревня | 10        | Старобисловское сельское поселение |
| 251 | Саврасово            | деревня | ↘0        | Нерльское сельское поселение       |
| 252 | Садки                | деревня | ↘30       | Нерльское сельское поселение       |
| 253 | Сажино               | деревня | 1         | Старобисловское сельское поселение |
| 254 | Сандырево            | деревня | →13       | Нерльское сельское поселение       |
| 255 | Светлый Луч          | деревня | 7         | Старобисловское сельское поселение |
| 256 | Селищи               | деревня | ↘8        | Нерльское сельское поселение       |
| 257 | Селищи               | деревня | ↘0        | Нерльское сельское поселение       |
| 258 | Селищи               | деревня | ↘7        | Семендяевское сельское поселение   |
| 259 | Семендяево           | село    | ↘278      | Семендяевское сельское поселение   |
| 260 | Сендрюхово           | деревня | 7         | Старобисловское сельское поселение |
| 261 | Серговка             | деревня | ↘1        | Нерльское сельское поселение       |
| 262 | Серебрянниково       | деревня | 16        | Старобисловское сельское поселение |
| 263 | Серково              | деревня | 1         | Алфёровское сельское поселение     |
| 264 | Сидоровская          | деревня | 6         | Старобисловское сельское поселение |
| 265 | Скнятино             | деревня | ↗8        | Нерльское сельское поселение       |
| 266 | Скоморохово          | деревня | 1         | Семендяевское сельское поселение   |
| 267 | Скорятьево           | деревня | 6         | Старобисловское сельское поселение |
| 268 | Совачево             | деревня | 7         | Алфёровское сельское поселение     |
| 269 | Соломидино           | деревня | 21        | Алфёровское сельское поселение     |
| 270 | Сорокино             | деревня | ↘7        | Нерльское сельское поселение       |
| 271 | Сорокино             | деревня | →7        | Нерльское сельское поселение       |
| 272 | Сосенки              | деревня | 5         | Семендяевское сельское поселение   |
| 273 | Сосновка             | деревня | ↗1        | Старобисловское сельское поселение |
| 274 | Спасское             | село    | ↘150      | Алфёровское сельское поселение     |
| 275 | Сталино              | деревня | ↘24       | Старобисловское сельское поселение |
| 276 | Старобислово         | деревня | ↘103      | Старобисловское сельское поселение |
| 277 | Старово              | деревня | →10       | Нерльское сельское поселение       |
| 278 | Старово              | деревня | 20        | Семендяевское сельское поселение   |
| 279 | Старово              | деревня | 8         | Старобисловское сельское поселение |
| 280 | Староселка           | деревня | 5         | Алфёровское сельское поселение     |
| 281 | Степково             | деревня | →0        | Нерльское сельское поселение       |
| 282 | Судовая              | деревня | 0         | Старобисловское сельское поселение |
| 283 | Сужа                 | деревня | 25        | Старобисловское сельское поселение |
| 284 | Сухарево             | деревня | ↘1        | Нерльское сельское поселение       |
| 285 | Сущево               | деревня | ↘11       | Алфёровское сельское поселение     |
| 286 | Таганово             | деревня | ↘1        | Нерльское сельское поселение       |
| 287 | Тарцево              | деревня | 1         | Старобисловское сельское поселение |
| 288 | Тарчево              | деревня | 9         | Алфёровское сельское поселение     |
| 289 | Твердилово           | деревня | ↘17       | Старобисловское сельское поселение |
| 290 | Теляшовка            | деревня | →1        | Нерльское сельское поселение       |
| 291 | Теремец              | деревня | →1        | Нерльское сельское поселение       |
| 292 | Тимирязево           | деревня | 170       | Старобисловское сельское поселение |
| 293 | Тимонино             | деревня | 6         | Старобисловское сельское поселение |
| 294 | Толстоухово          | деревня | 11        | Алфёровское сельское поселение     |
| 295 | Трофимовская         | деревня | 5         | Старобисловское сельское поселение |
| 296 | Трояки               | деревня | 1         | Семендяевское сельское поселение   |
| 297 | Туфаново             | деревня | →0        | Нерльское сельское поселение       |
| 298 | Тюшино               | деревня | 12        | Семендяевское сельское поселение   |
| 299 | Уланово              | деревня | 13        | Семендяевское сельское поселение   |
| 300 | Ульянино             | деревня | 14        | Семендяевское сельское поселение   |
| 301 | Устиново             | деревня | 1         | Алфёровское сельское поселение     |
| 302 | Устье                | деревня | ↘57       | Нерльское сельское поселение       |
| 303 | Федоровское          | деревня | 8         | Старобисловское сельское поселение |
| 304 | Федюлино             | деревня | 56        | Старобисловское сельское поселение |
| 305 | Фенино               | деревня | ↘6        | Старобисловское сельское поселение |
| 306 | Филатка              | деревня | ↘38       | Нерльское сельское поселение       |
| 307 | Фомино               | деревня | 7         | Старобисловское сельское поселение |
| 308 | Хализево             | деревня | ↘1        | Нерльское сельское поселение       |
| 309 | Хомутница            | деревня | ↘1        | Нерльское сельское поселение       |
| 310 | Хонино               | деревня | 0         | Алфёровское сельское поселение     |
| 311 | Хорхоры              | деревня | 0         | Алфёровское сельское поселение     |
| 312 | Хребтово             | деревня | 1         | Старобисловское сельское поселение |
| 313 | Чаплино              | деревня | ↘58       | Алфёровское сельское поселение     |
| 314 | Чемодановка          | деревня | →0        | Нерльское сельское поселение       |
| 315 | Черково              | деревня | ↘47       | Нерльское сельское поселение       |
| 316 | Чернохово            | деревня | 6         | Алфёровское сельское поселение     |
| 317 | Чернышовка           | деревня | 1         | Семендяевское сельское поселение   |
| 318 | Чигирево             | деревня | ↘107      | Алфёровское сельское поселение     |
| 319 | Шамановка            | деревня | 0         | Семендяевское сельское поселение   |
| 320 | Шереметьево          | деревня | 1         | Алфёровское сельское поселение     |
| 321 | Шипулино             | деревня | 1         | Старобисловское сельское поселение |
| 322 | Щелково              | деревня | 54        | Старобисловское сельское поселение |
| 323 | Щипачево             | деревня | 1         | Старобисловское сельское поселение |
| 324 | Юркино               | деревня | 1         | Старобисловское сельское поселение |
| 325 | Юрново               | деревня | 13        | Семендяевское сельское поселение   |
| 326 | Юряхино              | деревня | →0        | Нерльское сельское поселение       |
| 327 | Языково              | деревня | 1         | Старобисловское сельское поселение |
| 328 | Якимовская           | деревня | 12        | Алфёровское сельское поселение     |
| 329 | Яринское             | деревня | ↗222      | Нерльское сельское поселение       |
| 330 | Ярославищи           | деревня | 5         | Алфёровское сельское поселение     |
| 331 | Яхромино             | деревня | 1         | Семендяевское сельское поселение   |

## Экономика
В районе развита в основном легкая, швейная, обувная и сапоговаляльная отрасли промышленности. Основной завод ФГУП РСК «МИГ» самолётостроительная компания.

На 1.01.1992 в районе было 15 колхозов и 8 совхозов.

## Транспорт
Район пересекает железная дорога «Москва(Савёловская)—Калязин—Сонково—Санкт-Петербург» и ветка Калязин—Углич.

Автодороги:
- на Москву — «Сергиев Посад—Калязин—Рыбинск—Череповец»
- на Тверь — «Кушалино—Горицы—Кашин—Калязин»

## Культура
Калязинский уезд посещали А. С. Пушкин, (имение Ушаковых в селе Никитском), комедиограф Д. И. Фонвизин, поэт В. А. Жуковский, педагог К.Ушинский, художник Н. К. Рерих, многие советские писатели. Здесь долгое время жила актриса М. Н. Ермолова. В гостях у неё бывали В. И. Качалов, И. М. Москвин, Т. Л. Щепкина-Куперник. В селе Воскресенском родился известный математик, астроном, театральный критик и литератор С. А. Юрьев, создавший народный театр и школу для крестьянских детей. В деревне Скнятино родился писатель М. И. Волков. В 1858 в селе Елпатьеве в имении княгини Нарышкиной останавливался во время поездки по России Александр Дюма-отец.

## Достопримечательности
- Затопленная колокольня.